# آن هيجيرتي
آن سولواي هيغرتي (مواليد 14 يوليو 1958) مُسابقة بريطانية محترفة وشخصية تلفزيونية. منذ عام 2010، شاركت في برنامج المسابقات "المطاردة" على قناة آي تي في بدور "المربية"، وشاركت في حلقة عام 2018 من برنامج الواقع " أنا مشهور... أخرجوني من هنا!" على قناة آي تي في.

## وقت مبكر من الحياة
ولدت آن سولواي هيجيرتي في منطقة وستمنستر بلندن في 14 يوليو 1958. درست الصحافة في جامعة إدنبرة. بدأت مسيرتها الصحفية في الثمانينيات كمراسلة وكاتبة مقالات في صحيفة ساوث ويلز أرجوس في نيوبورت، قبل أن تنتقل إلى مانشستر. عملت أيضًا ككاتبة شبح وكتبت كتابين لمؤلف الأطفال الأمريكي ريتشارد سكارى، لكنها قالت إن الكتب "كانت رديئة بعض الشيء ولم يشترها أحد".

## حياة مهنية
هيجيرتي هي إحدى المتسابقات في برنامج المسابقات The Chase على قناة آي تي في، إلى جانب مارك لابيت، وشون والاس، وبول سينها، وجيني رايان، ودراغ إينيس. وإلى جانب مشاركتها في النسخة البريطانية، فهي أيضًا متسابقة في النسخة الأسترالية من البرنامج على قناة سبعة شبكة مع زميلتها البريطانية المتسابقة لابيت. ظهرت هيجيرتي في العديد من برامج المسابقات الأخرى، بما في ذلك العقل المدبر، خمسة عشر إلى واحد، اليوم هو اليوم، هل أنت ذكي؟، وعقل بريطانيا. اعتبارًا من أكتوبر 2016 حصلت على المرتبة 55 (والثانية بين النساء) في بطولة العالم للمسابقات.
في نوفمبر 2013، تنافست في دوري بولتون الممتاز للمسابقات لتصبح عقل بولتون للمرة الثانية. كما تنافست في كل من دوري المسابقات في لندن ودوري المسابقات عبر الإنترنت لفريق بيريكارديوم، واحتلت المركز 26 بشكل فردي في الأخير اعتبارًا من يناير 2023. كانت هيجيرتي صديقة الهاتف لليزا هارمان من إيكلسفيلد، وهي متسابقة في برنامج ذا تشيس في عام 2009، وفي برنامج من سيربح المليون؟ في عام 2010: فازت هارمان بمبلغ 75000 جنيه إسترليني. أجابت هيجيرتي بشكل صحيح على السؤال حول مؤلفة رواية توايلايت، ستيفاني ماير.
في ديسمبر 2014، ظهرت هيجيرتي في مسرحية البانتومايم سندريلا بدور زوجة الأب الشريرة في مسرح جرانج في نورثويتش. في ديسمبر 2015، ظهرت بدور فليش كريب في مسرحية البانتومايم جاك وشجرة الفاصولياء في قاعة سيفيك، إليسمير بورت، والتي تم حجزها أيضًا للعرض في هيوود ورادكليف.
في عيد الفصح عام 2016، ظهرت هيجيرتي بدور الساحرة في البانتومايم الجميلة والوحش، إلى جانب كيث تشيغوين وباسيل براش، في مسرح القصر، ريديتش، الذي نفدت تذاكره، وأماكن أخرى. من 6 ديسمبر 2016 حتى 1 يناير 2017، ظهرت بدور بلاكويد في البانتومايم جاك وشجرة الفاصولياء في مسرح كينجز، ساوثسي، بورتسموث. من 8 إلى 31 ديسمبر 2017، ظهرت بدور إمبراطورة الصين في البانتومايم علاء الدين في مسرح الأميرة (توركواي). من 18 ديسمبر 2018 حتى 6 يناير 2019، ظهرت بدور الملكة رات في البانتومايم ديك ويتينجتون في المسرح الملكي (ويندسور) ؛ لعبت أنيتا هاريس الدور حتى عودة هيجيرتي من أنا مشهور... أخرجني من هنا. من 5 ديسمبر 2019 إلى 5 يناير 2020، ظهرت بدور كارابوس في البانتومايم الجميلة النائمة في مسرح ميدلسبره.
من يناير 2018 إلى مايو 2021، قدمت هيجيرتي عائلة Britain's Brightest Family على آي تي في. جاءت هيجيرتي في المركز 75 في بطولة العالم للمسابقات لعام 2018، والمركز 122 في عام 2019. في نوفمبر 2018، شاركت هيجيرتي في الموسم 18 من أنا مشهور... أخرجني من هنا!، حيث احتلت المركز السابع. خارج التلفزيون، ظهرت في فيديو خاص على يوتيوب مع قصصها الخيالية الهامسة لمقطع فيديو استجابة القنوات الحسية الذاتية.

## العمل الخيري
في عام 2018، انضمت إلى 26 من المشاهير الآخرين في استوديوهات متروبوليس لتسجيل أغنية عيد ميلاد أصلية بعنوان " روك ويذ رودولف "، من تأليف وإنتاج غراهام وجاك كوربين. كانت الأغنية لدعم مستشفى جريت أورموند ستريت. تم إصدارها رقميًا من خلال شركة التسجيلات المستقلة ساغا إنترتينمنت في نوفمبر 2018 تحت اسم الفنان ذا سيليبس. عُرض الفيديو الموسيقي لأول مرة حصريًا مع صحيفة ذا صن في ٢٩ نوفمبر 2018، وعُرض لأول مرة على التلفزيون في برنامج صباح الخير بريطانيا في ٣٠ نوفمبر 2018.
في عام 2020، وفي خضم جائحة كوفيد-١٩، انضمت هيغرتي مجددًا إلى فرقة المشاهير، التي ضمت فرانك برونو وسام بيلي، الفائز ببرنامج إكس فاكتور، لجمع التبرعات لجمعية الزهايمر ومنظمة العمل من أجل الأطفال. سجّلوا نسخة جديدة من أغنية " عيد ميلاد سعيد للجميع " للفنان شاكين ستيفنز، وأصدرتها شركة ساغا إنترتينمنت رقميًا في 11 ديسمبر 2020. عُرض الفيديو الموسيقي لأول مرة في برنامج "صباح الخير بريطانيا" في اليوم السابق لإصدار الأغنية.
في عام 2021، انضمت هيغرتي مجددًا إلى فرقة ذا سيليبس لتسجيل نسخة من أغنية البيتلز الكلاسيكية " ليت إت بي "، وهي أغنية من إنتاج غراهام وجاك كوربين بمساعدة ستيفن لارج. سُجِّلت الأغنية في استوديوهات متروبوليس، دعمًا لفرقة مايند، وأصدرتها شركة ساغا إنترتينمنت في ٣ ديسمبر 2021. كانت هيغرتي جزءًا من جوقة من المشاهير، بمن فيهم جورجيا هيرست وإيفان كاي ويونيس أولوميد، الذين دعموا نجمة مسلسل إيست إندرز شونا ماكغارتي.
في سبتمبر 2022، انضمت هيجيرتي مجددًا إلى فرقة ذا سيليبس إلى جانب فاي باركر وجو أوميرا لجمع الأموال لمستشفى جريت أورموند ستريت، مع تقديم أغنية مايكل جاكسون " ثريلر "، احتفالًا بالذكرى الأربعين للألبوم.

## الحياة الشخصية
تعيش هيجيرتي في مانشستر. وهي كاثوليكية متدينة. وهي مصابة بالتوحد، ولم يتم تشخيص حالتها حتى عام 2003 عندما كانت تبلغ من العمر 45 عامًا.
في عام 2022، ظهرت في برنامج DNA Journey على قناة آي تي في، عندما تم الكشف عن أنها من أصل أيرلندي واسكتلندي، وهي من نسل روبرت بروس وقريبة بعيدة للملكة إليزابيث الثانية.

## فيلموغرافيا
| سنة           | عنوان                                                   | دور               | ملحوظات                                             |
| ------------- | ------------------------------------------------------- | ----------------- | --------------------------------------------------- |
| 1988          | العقل المدبر                                            | المتسابق          | حلقة واحدة                                          |
| 2010–حتى الآن | المطاردة                                                | المطارد / المربية | 17 سلسلة (عادية) 13 سلسلة (مشاهير) سلسلتين (عائلية) |
| 2015–حتى الآن | مطاردة أستراليا                                         | المطارد / المربية | 9 سلسلة (عادية) 1 مسلسل (مشاهير)                    |
| 2018–2021     | ألمع عائلة في بريطانيا                                  | مقدم العرض        | سلسلتين (عادية) مسلسلين (مشاهير)                    |
| 2018          | أنا مشهور...أخرجوني من هنا!                             | المتسابق          | المركز الخامس                                       |
| 2020–حتى الآن | تغلب على المطاردين                                      | المطارد / المربية | سلسلة 6                                             |
| 2021          | رحلة الطريق مع "المُطاردين": القطارات والأدمغة والسيارات | نفسها             | سلسلة واحدة                                         |
| 2021          | شعار: برنامج خاص لعيد الميلاد للمشاهير                  | نفسها             | حلقة واحدة                                          |